# Expedição 30
Expedição 30 foi uma missão espacial de longa duração à Estação Espacial Internacional, realizada entre novembro de 2011 e abril de 2012. Ela contou com a participação de dois astronautas norte-americanos, três cosmonautas russos e um neerlandês.
Iniciada oficialmente em 21 de novembro com a partida da tripulação da Soyuz TMA-02M, encerrou-se em 27 de abril do ano seguinte com a partida da ISS de seus três primeiros integrantes, a bordo da Soyuz TMA-22. 

## Tripulação
| Posição             | Primeira parte (Novembro até dezembro de 2011) | Segunda parte (Dezembro de 2011 até abril de 2012) |
| ------------------- | ---------------------------------------------- | -------------------------------------------------- |
| Comandante          | Daniel Burbank                                 | Daniel Burbank                                     |
| Engenheiro de voo 1 | Anton Shkaplerov                               | Anton Shkaplerov                                   |
| Engenheiro de voo 2 | Anatoli Ivanishin                              | Anatoli Ivanishin                                  |
| Engenheiro de voo 3 |                                                | Oleg Kononenko                                     |
| Engenheiro de voo 4 |                                                | André Kuipers                                      |
| Engenheiro de voo 5 |                                                | Donald Pettit                                      |

## Missão
A Expedição teve início em 21 de novembro de 2011, após a partida dos integrantes da missão anterior. Durante cerca de um mês e meio ela contou apenas com seus três primeiros integrantes, Burbank, Shkaplerov e Ivanishin, até ser completada em 23 de dezembro com a chegada de seus três últimos astronautas, Kononenko, Kuipers e Petit, lançados de Baikonur na Soyuz TMA-03M dois dias antes.
Em 21 de dezembro, dois dias antes da chegada do restante da tripulação, o comandante da Expedição, Daniel Burbank, fez estudos de observação no espaço da passagem do cometa C/2011 W3 Lovejoy, descoberto pelo astrônomo amador australiano Terry Lovejoy apenas um mês antes, e classificado com de perigo de colisão com o Sol como um cometa rasante Kreutz. Inicialmente pensou-se que o Lovejoy estava numa órbita de destruição solar, calculando-se a distância de sua passagem pelo astro em 140 mil quilômetros, o suficiente para destruí-lo, mas o cometa conseguiu sobreviver a seu encontro solar e continuar em sua órbita. Sua visão foi considerada por Burbank como a mais espetacular visão que já teve no espaço.
A primeira caminhada espacial de 2012 foi feita em 16 de fevereiro pelos russos Kononenko e Shkaplerov, que instalaram novos painéis protetores de detritos espaciais e depósitos para experiências científicas na estrutura da estação. Quatro dias depois, a tripulação comemorou os 50 anos do primeiro voo orbital norte-americano, realizado em 1962 pelo astronauta John Glenn na nave Friendship 7. A tripulação surpreendeu Glenn, então com 90 anos, falando com ele do espaço através de teleconferência quando ele dava uma palestra na Universidade do Estado de Ohio.
Em 28 de março o Edoardo Amaldi ATV, veículo de transferência automatizado construído pela Agência Espacial Europeia (ESA), acoplou-se à estação trazendo água, mantimentos e combustível para a expedição e ajudou com o disparo de seus motores a corrigir a altitude da ISS. Um mês depois foi a vez da nave não-tripulada russa Progress M-15M fazer o mesmo voo desde Baikonur, acoplando-se à ISS em 22 de abril.
A Expedição 30 teve seu encerramento em 27 de abril de 2012 com o retorno dos astronautas Burbank, Shkaplerov e Ivanishin na Soyuz TMA-22, que pousou em segurança nas estepes do Cazaquistão às 11:45 (GMT) do mesmo dia, deixando a bordo da ISS os astronautas Kononenko, Kuipers and Pettit para iniciarem a Expedição 31.

## Galeria

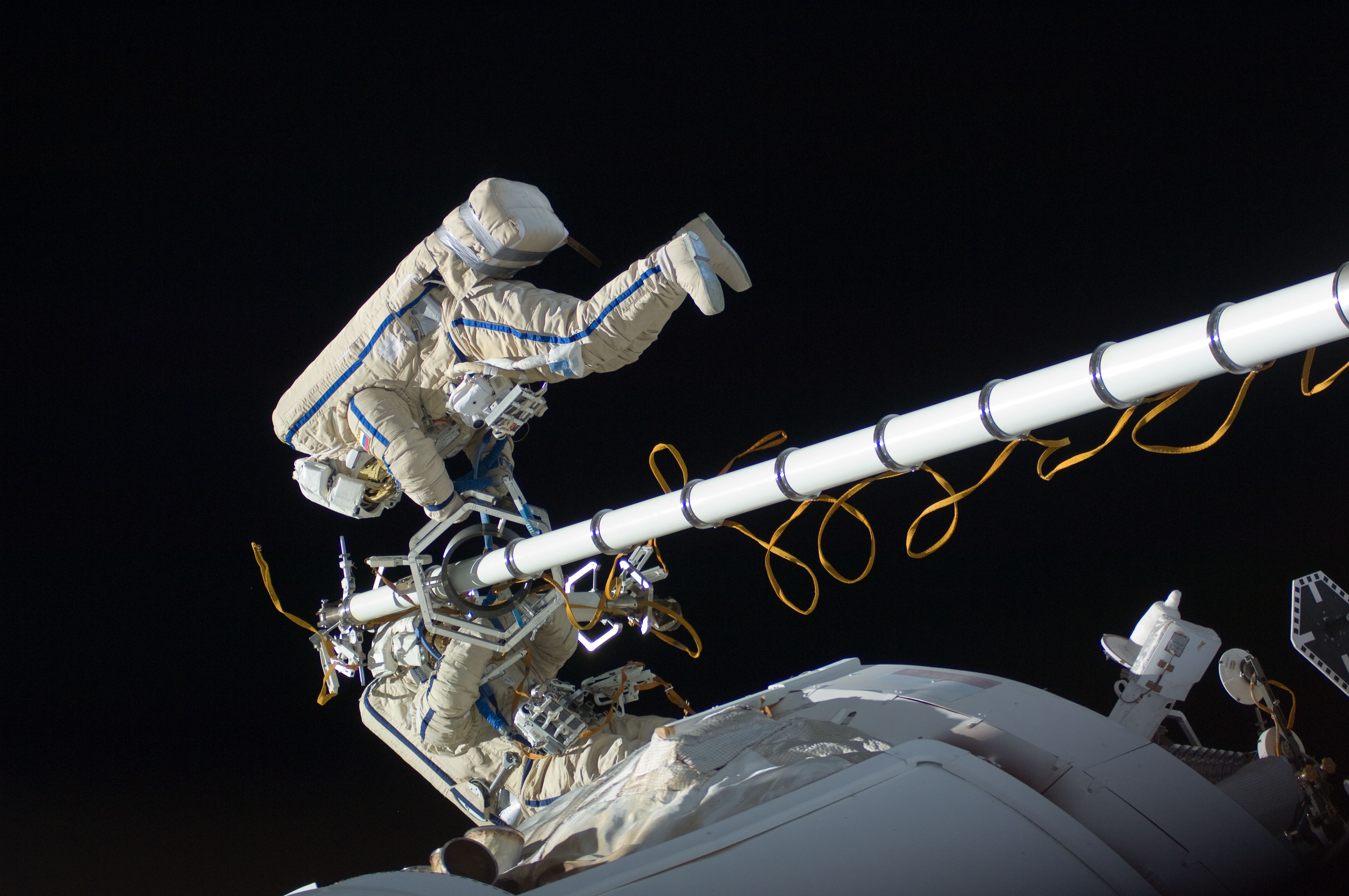
Kononenko e Shkaplerov trabalhando fora da ISS durante a missão.
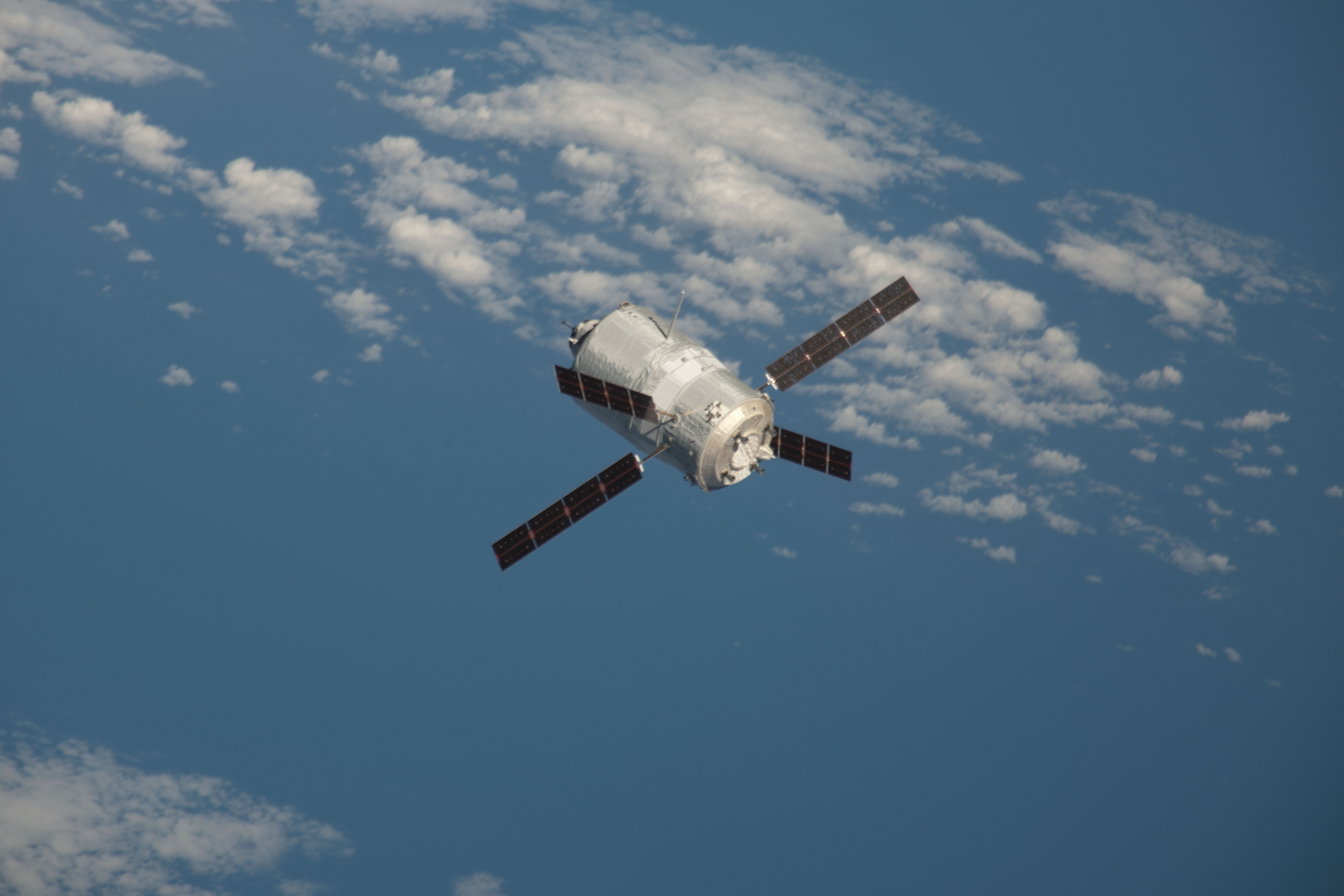
O veículo não-tripulado Edoardo Amaldi ATV aproxima-se para acoplagem com a ISS .
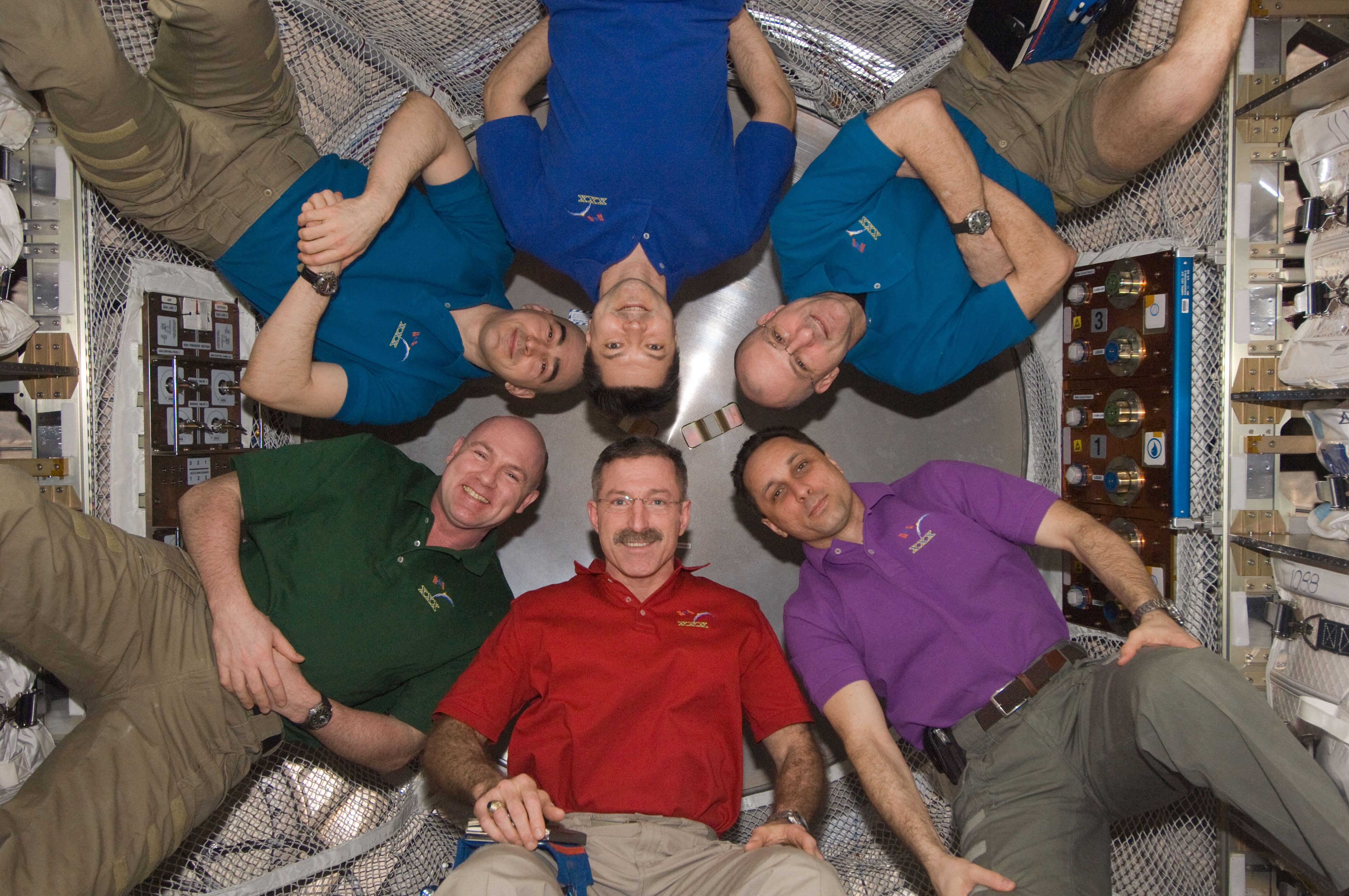
Os seis integrantes posam no Edoardo Amaldi ATV.
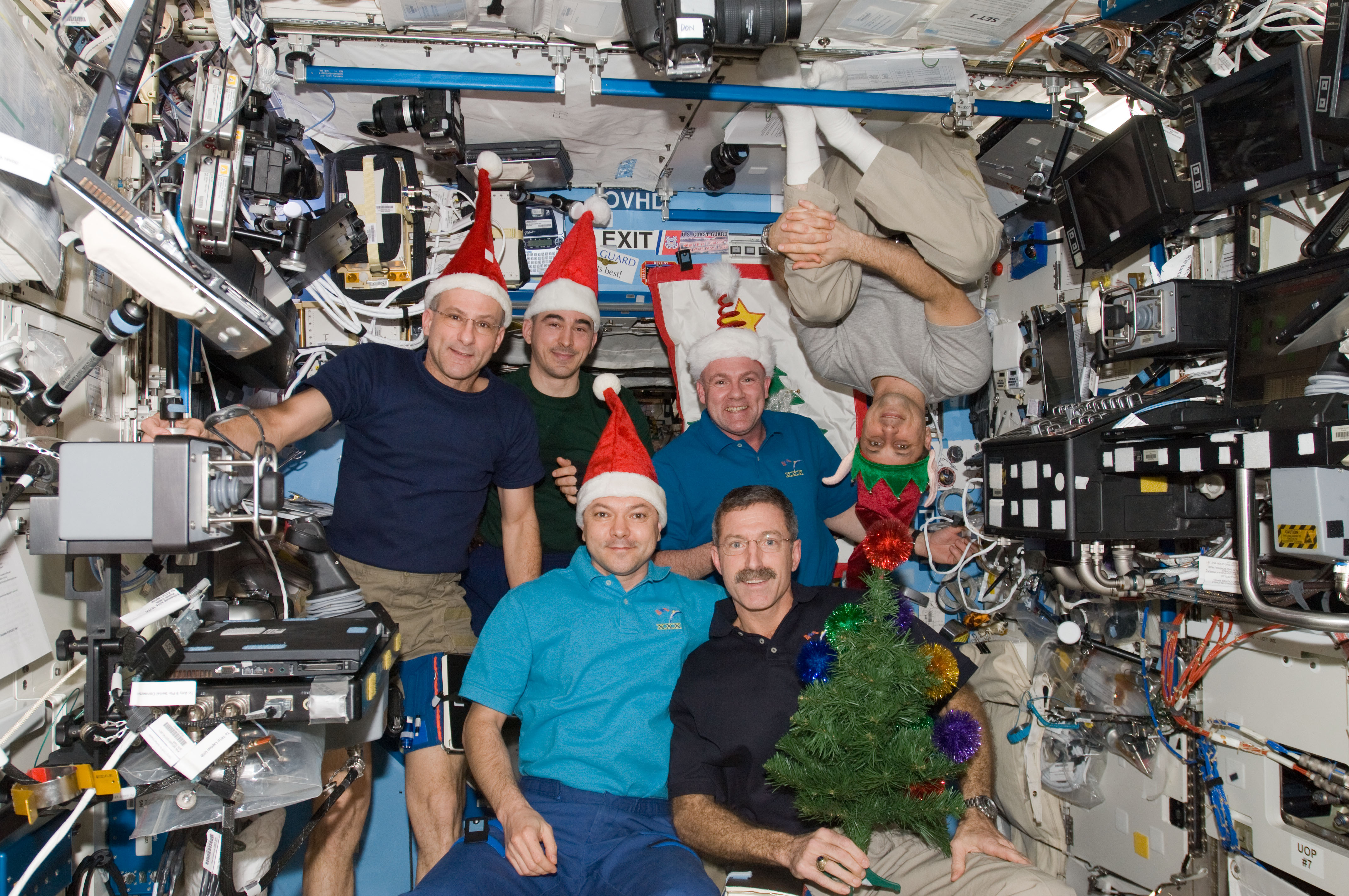
A tripulação comemora o Natal em órbita.
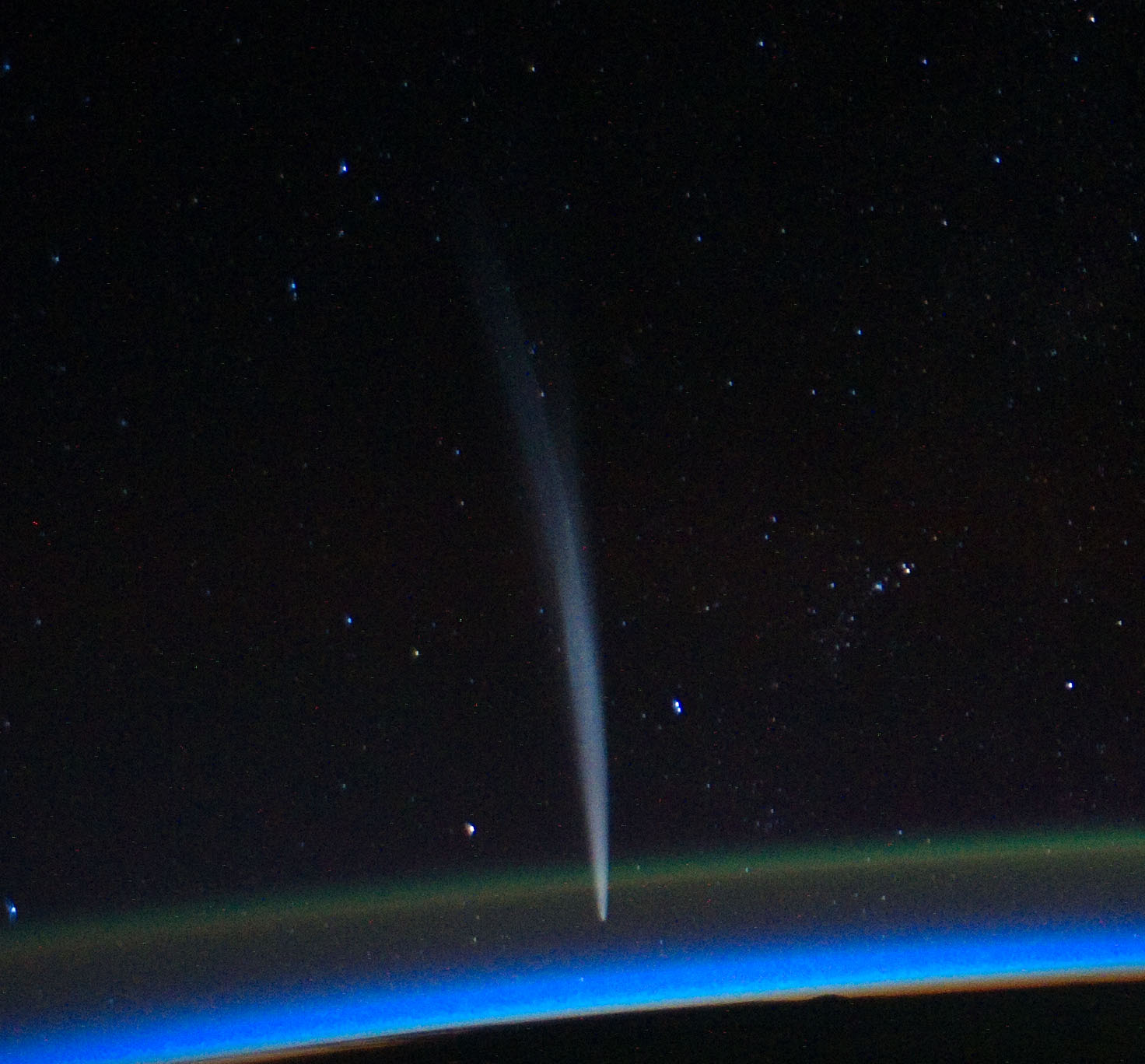
O cometa C/2011 W3 Lovejoy fotografado pelo comandante Burbank em 21 de dezembro de 2011.
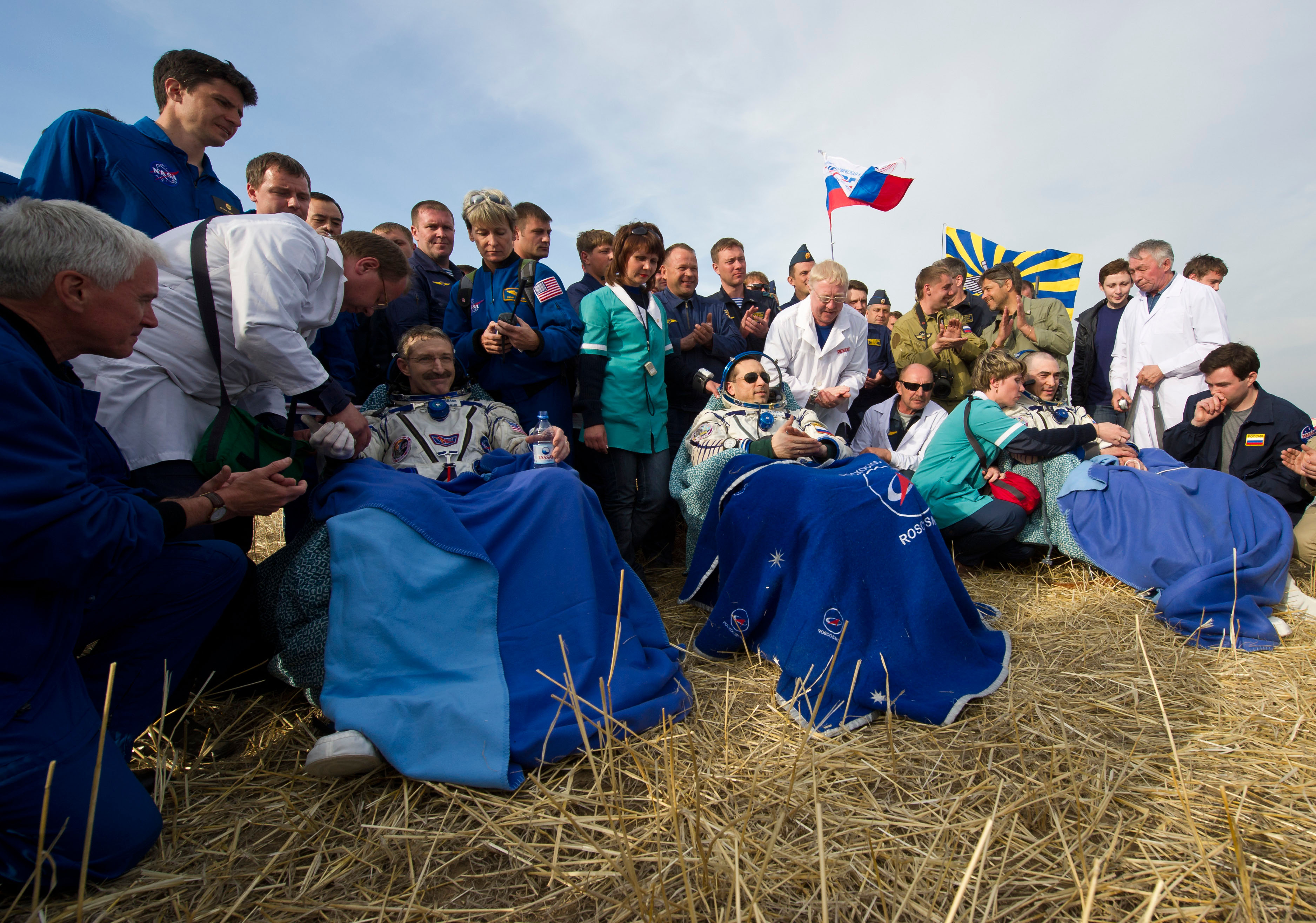
Burbank, Shkaplerov e Ivanishin sendo cuidados pela equipe de apoio em terra após o pouso, encerrando a Expedição 30.